# Aleksandr Portnov
Aleksandr Portnov (ryska: Александр Сталиевич Портнов), född den 17 september 1961 i Baku, är en sovjetisk simhoppare.
Han tog OS-guld i svikthopp i samband med de olympiska simhoppstävlingarna 1980 i Moskva.